# Tømrerstrejken i 1794
Tømrerstrejken i København som foregik i 1794 er betegnelsen for de begivenheder, der ledte til den første generalstrejke i Danmark.

## Forudsætninger
Længe inden 1794 ulmede uroen blandt bygningshåndværkerne i København. Efter Københavns brand 1728 var der uroligheder, fordi de danske håndværkersvende var utilfredse med den store mængde tyske håndværkere, der kom til byen for at deltage i genopbygningsarbejdet. Det førte  til voldelige sammenstød mellem de danske og tyske svende.
Udviklingen gjorde også, at mestrene havde sværere ved at stramme tøjlerne ved svendenes adfærd: Antallet af svende steg bemærkelsesværdigt i perioden. I 1746 havde 30 tømrermestre 350 svende, 56 år efter havde 39 mestre 716 svende. Den samme stigning kan måles i de andre byggefag. Det var især de mange bygningsarbejder, som den stigende handel og vækst havde ført med sig, der var grundlaget for denne stigning. Det store antal svende gjorde, at størstedelen af dem måtte se i øjnene, at de aldrig ville blive mestre. Der var simpelthen for mange i forvejen.
Tidligere havde svendene altid haft det pressionsmiddel, at de kunne rejse fra byen og skifte mestre, men der var flere svende, som stiftede familie og slog sig ned som permanente svende. Nu kunne mestrene presse arbejds- og lønforhold, og det medførte, at svendene måtte finde nye pressionsmidler. Det vigtigste blev strejken: Murersvendene nedlagde arbejdet i 1733 under opførelsen af Christiansborg Slot. Det var ikke noget myndighederne bifaldt, så de indførte et strejkeforbud, som i 1749 blev udvidet til at omfatte alle håndværkerlavene og deres svende i København. Det var således myndighederne, der påtog sig at kontrollere svendenes adfærd, i takt med at mestrene mistede kontrollen over dem. Der blev indført straffe op til dødsstraf, for at "rotte sig sammen".

## Tømrersvendenes strejke
Jørgen Andersen Brandt var i 1761-1764 formand for tømrersvendenes håndværkerlav. Han havde desuden en ølskænkestue, hvor svendene kunne mødes og diskutere forholdene. Han mødte også op på arbejdspladserne og stillede krav til arbejdsforholdene. Han var en af de første engagerede fagligt aktive, og han satte en standard, som svendene prøvede at opretholde. Det var blandt andet inspirationen af hans gerning, der kulminerede i tømrerstrejken i 1794.
Svendenes hovedmål var at forbedre lønforholdene og opnå en social sikring i tilfælde af sygdom eller arbejdsløshed. De havde længe før 1794 prøvet at arbejde for at forbedre disse forhold, men de strenge love, der forbød dem at holde møder eller indsamle underskrifter, gjorde det vanskeligt. 
Utilfredsheden havde længe ulmet blandt hidsige gemytter mellem svendene. Ved sommerens komme i 1794 var de klar til at gribe en hvilken som helst lejlighed til at gå i aktion. Anledningen kom i juli, da tre tyske svende Johan Lindner, Johan Runge og Herman Winther blev nægtet tilladelse til at sige deres arbejde op og rejse. Begrundelsen var, at det var sommer og højsæson for byggearbejder, og der var brug for dem.
Sagen kom for politiretten, hvor den ene svend fik medhold, men de to andre ikke. Det kan diskuteres, om det var en planlagt aktion fra svendenes side. En af årsagerne til de to svendes nederlag var, at de havde opført sig yderst provokerende og konfrontatorisk i retten. De blev idømt et par dages fængsel på vand og brød; dommen førte til konfliktens udbrud.
Over 400 tømrersvende nedlagde arbejdet og gik til deres håndværkerlavs herberg. Her kom kapellanen for Nikolaj Kirke I.H. Rørbye og prøvede at overtale dem til at genoptage arbejdet; men svendene nægtede.
Politi og militær omringede herberget og arresterede alle 202 tilstedeværende. 78 af dem valgte under pres at gå i arbejde igen, mens resten blev idømt fire til seks måneders strafarbejde i lænker. Ved forkyndelsen af denne dom begyndte resten af Københavns håndværkersvende en solidaritetsaktion: 2000 ud af 2700 nedlagde arbejdet. På grund af strejken ændredes dommen kort efter til at de to dømte tyske svende blev udvist af Danmark, mens de danske svende blev benådet.

## Følgerne
Denne første generalstrejke i Danmark kom som et chok for myndighederne, og den beviste, at håndværkersvendene havde et effektivt pressionsmiddel mod autoriterne. Den gjorde også at myndighederne kom med en generel opfordring til håndværkermestrene om at forbedre svendenes lønforhold, og i 1800 resulterede det i en kongelig forordning, der først og fremmest sikrede svendenes rettighed til at sige op og forhandle løn, men også gav mestrene autoritet til at fastsætte straffebestemmelser i forbindelse med lignende aktioner.
De fleste håndværkerlav var mindre end tømrernes, og deres udvikling foregik langt fredeligere, fordi de andre byggefags mestre lettere kunne kontrollere udviklingen.
Digteren Malthe Conrad Bruuns anonymt udgivne radikale politiske blad Vækkeren, som var henvendt til almuen, blev sat i forbindelse med urolighederne, og udgiveren blev idømt en bøde på 200 rigsdaler.

## Eksterne links
- Tømrerskruen der i 1794 udviklede sig til den første generalstrejke i Danmark. Arkiveret 26. oktober 2010 hos  Wayback Machine Af Hans Scherfig (Arbejderbladet, 22 Juni l941, indskannet på Modkraft.dk)